# 1745
Het jaar 1745 is het 45e jaar in de 18e eeuw volgens de christelijke jaartelling.

## Gebeurtenissen
april
- 22 - De Vrede van Füssen wordt getekend tussen het aartshertogdom Oostenrijk en het keurvorstendom Beieren. Dit verdrag beëindigt het conflict tussen de twee partijen over het keizerschap van het Heilige Roomse Rijk.
- april - Een gezamenlijke vloot van de Britse kolonies Massachusetts en New Hampshire begint een beleg van de Franse vestingstad Louisbourg in Nova Scotia.

mei
- 11 - Slag bij Fontenoy. Nederlaag van de Oostenrijkers-Engelsen-Hollanders tegen de Fransen onder Maurits van Saksen.

juni
- 4 - Pruisen verslaat Oostenrijkse troepen in de Slag bij Hohenfriedenberg.
- juni - De Leidse medicus Gerard van Swieten wordt in Wenen aangesteld als lijfarts van Maria Theresia van Oostenrijk. Tevens krijgt hij het beheer over de Hofbibliotheek.

juli
- 23 - Bonnie Prince Charlie, zoon van de Britse troonpretendent, landt in het geheim met een klein legertje in Eriskay op de Hebriden.
- Franse troepen veroveren, na de Slag bij Fontenoy, Knokke, Gent en Brugge.

augustus
- 19 - Met het hijsen van de Stuartstandaard begint officieel de Jacobitenopstand van 1745. Prins Charles hoopt gebruik te maken van de Oostenrijkse Successieoorlog om de troon van zijn voorouders te heroveren.
- 29 - De Amsterdammse zakenman Cornelis Schellinger koopt het Slot Zeist.

graaf Nikolaus von Zinzendorf, de stichter van de Evangelische Broedergemeente, krijgt de beschikking over een deel van het gebouw. 
- Franse troepen belegeren Oostende, dat capituleert.

september
- 13 - Frans van Lotharingen wordt gekozen tot keizer van het Heilige Roomse Rijk
- 17 - Charles Stuart bezet Edinburgh, en roept zijn vader uit tot Jacobus VIII van Schotland.

- 21 In de Slag bij Prestonpans verslaat de Jakobietische generaal George Murray het koninklijke Britse leger.
- 25 - De postwagendienst tussen Venlo en Nijmegen wordt opgericht.
- 30 - Pruisen verslaat de Oostenrijkers bij Soor, omgeving Trautenau.

oktober
- 4 - Kroning van keizer Frans I Stefan in de Dom van Straatsburg.
- 11 - Ewald Georg von Kleist vindt zijn versie uit van de Leidse fles, de voorloper van de condensator.
- 14 - Een Frans hulplegertje voor de  Jakobiten arriveert in Montrose.

november
- 30 - Om de illegale handel in opium op Java te bestrijden geeft gouverneur-generaal Gustaaf Willem van Imhoff toestemming tot oprichting van een Sociëteit tot den handel in amfioen.

december
- 15 - Pruisen verslaat de Saksen bij Kesselsdorf, omgeving Dresden.
- 25 - Vrede van Dresden. Einde van de Tweede Silezische Oorlog.

zonder datum
- De steenweg 's-Hertogenbosch - Best komt gereed.
- Maria de la Jaille sticht de suikerplantage Mariënburg in het district Commewijne.

## Muziek
- In Londen vindt de eerste uitvoering van Georg Friedrich Händels oratoria Hercules en Belshazzar plaats
- Georg Christoph Wagenseil componeert de opera's La generosità trionfante, Ariodante en La clemenza di Tito

## Beeldende kunst

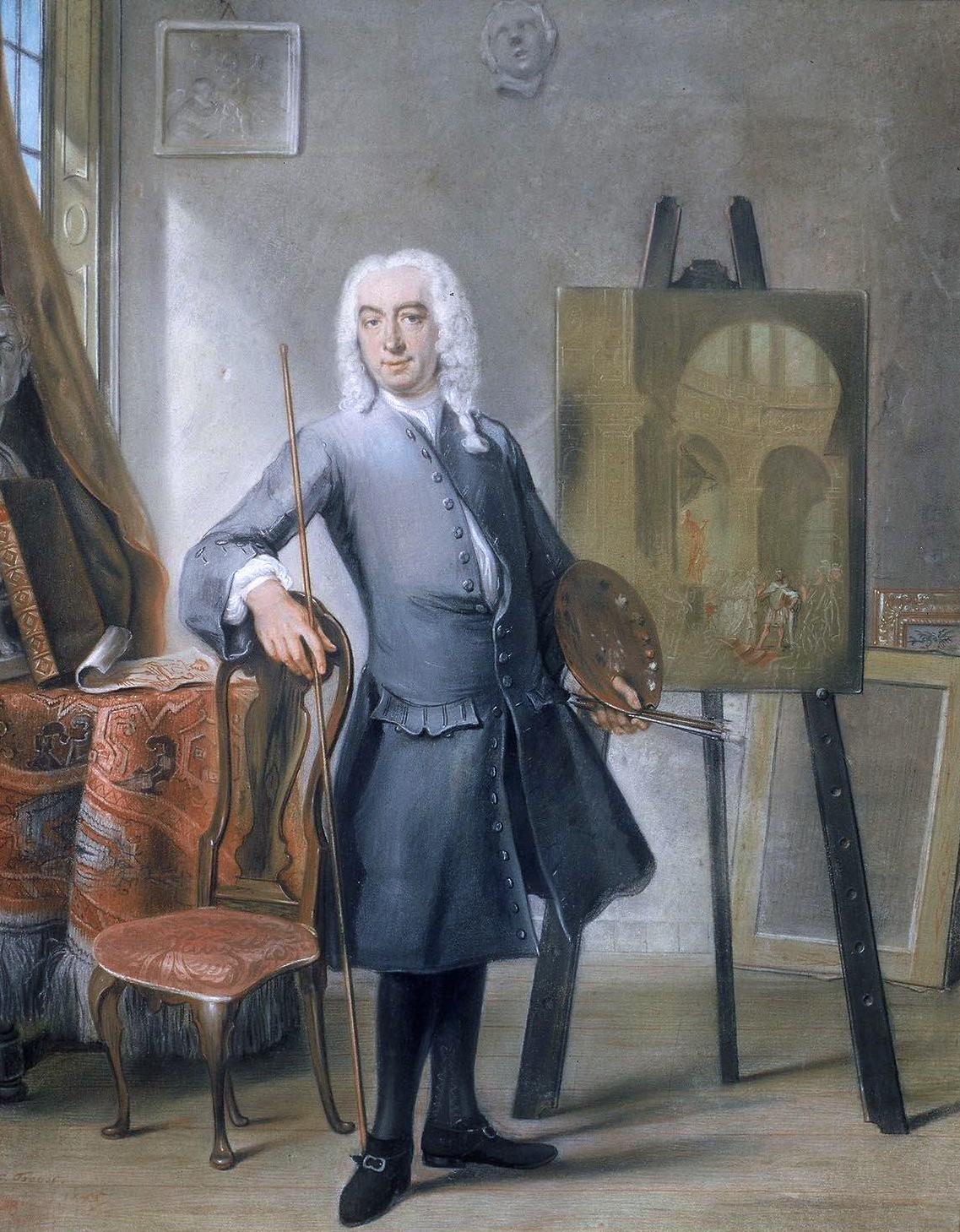
Zelfportret (1745) Cornelis Troost, Mauritshuis

## Bouwkunst

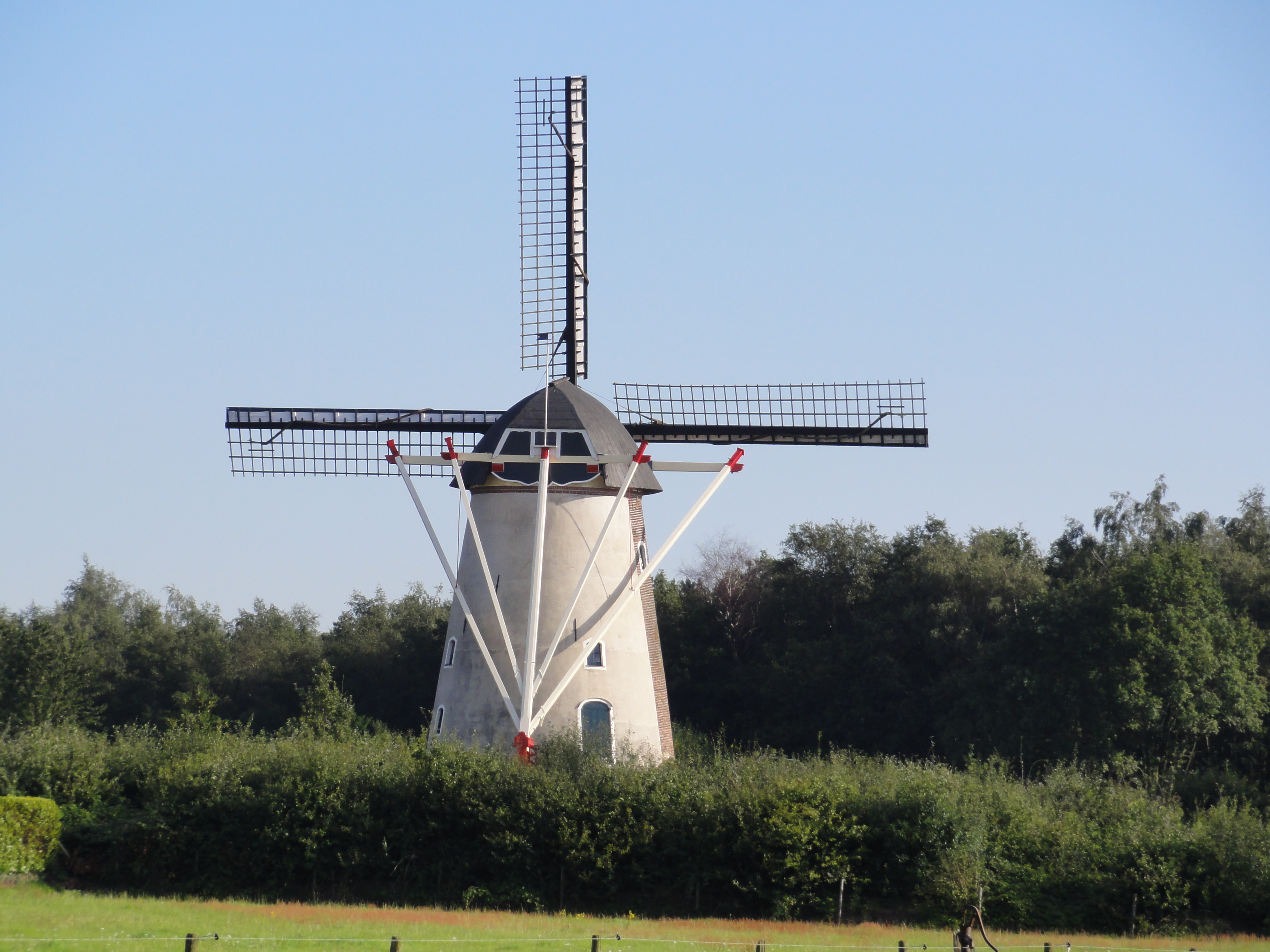
Beltmolen Hernen (1745)

## Geboren
januari
- 3 - Lodewijk van Nassau-Saarbrücken, vorst van Nassau-Saarbrücken (overleden 1794)
- 6 - De ballonvaarder J.E. Montgolfier

februari
- 18 - Alessandro Volta, natuurkundige
- 20 - Henry James Pye, Engels dichter
- 22 - João de Sousa Carvalho, Portugees componist (overleden 1798)

april
- 7 - Jiří Družecký, Boheems componist, kapelmeester, hoboïst en paukenist (overleden 1819)

mei
- 7 - Karel Filip Stamic, Boheems componist en violist (overleden 1801)

juli
- 15 - Friedrich Wilhelm Heinrich Benda, Pruisische componist en violist (overleden 1814)

september
- 16 - Michail Koetoezov, Russisch veldmaarschalk

oktober
- 15 - Jean-Baptiste Huet, Frans kunstschilder (overleden 1811)

december
- 25 - Joseph Boulogne Chevalier de Saint-Georges, bijgenaamd De zwarte Mozart, Frans componist, violist en befaamd schermer (overleden 1799)

## Overleden
januari
- 20 - Keizer Karel VII Albrecht (47), keurvorst van Beieren en keizer van het Heilige Roomse Rijk

oktober
- 19 - Jonathan Swift (77), Brits schrijver (Gullivers reizen)

december
- 23 - Jan Dismas Zelenka (66), Tsjechisch/Duits contrabassist en componist